# Laura Hirvi
Laura Hirvi (geborene Schwöbel, * 16. Juli 1980 in Mannheim) ist eine deutsche Ethnologin und war von 2015 bis Mitte 2021 Leiterin des Finnland-Instituts in Deutschland.

## Werdegang
Laura Hirvi wuchs bilingual in einer finnisch-deutschen Familie auf. Im Jahr 2000 machte sie das Abitur am Carl-Benz-Gymnasium in Ladenburg und studierte anschließend ein Jahr an der Heimvolkshochschule Työväen Akatemia Kauniainen in Finnland „Studies in international Relations“. Danach begann sie an der Freien Universität Berlin ihr Studium von Ethnologie, mit dem Nebenfach Indologie. Nach einem 9-monatigen Aufenthalt in Indien, wo sie u. a. ehrenamtlich an einer indischen Schule Englisch unterrichtete, ging Hirvi nach Jyväskylä, Finnland, um dort ihr Ethnologiestudium 2007 mit einem Masterabschluss abzuschließen. In ihrer Magisterarbeit untersuchte sie die Gothic-Szene in Finnland.
Danach begann sie mit ihrer Doktorarbeit, in der sie sich mit Sikhs in Finnland und Kalifornien auseinandersetzte. Als Doktorandin verbrachte sie außerdem ein Jahr (2009–2010) als ASLA Fulbright Graduate-Gastforscherin an der UC Santa Barbara in den USA. 2013 promovierte Hirvi an der Universität Jyväskylä. Der Titel ihrer Doktorarbeit lautete Identities in Practice. A Trans-Atlantic Ethnography of Sikhs in Finland and California.
Anschließend war Hirvi als Postdoc-Forscherin an der Universität Helsinki tätig. In einem Forschungsprojekt, das von der Kone Foundation in Finnland finanziert wurde, untersuchte sie die Mobilität von zeitgenössischen finnischen Künstlern. Von 2015 bis Ende Mai 2021 war Hirvi Leiterin des Finnland-Instituts in Deutschland.

## Publikationen
Beiträge in wissenschaftlichen Sammelbänden
- Young Sikhs in Finland: Feeling at Home Nowhere, Everywhere, in Between and Beyond. In: K. Myrvold and K. Jacobsen (Hrsg.): Young Sikhs in a Global World. Negotiating Traditions, Identities and Authorities. Farnham, Burlington: Ashgate 2015.
- Jacobsen, K.A., K. Myrvold, R. Kaur und. Hirvi: Contesting and Confirming Religious Authority in the Diaspora: Transnational Communication and the Dasam Granth Controversy in the Nordic Countries. In: K. Myrvold und K.A. Jacobsen (Hrsg.) Sikhs Across Borders: Transnational Practices of European Sikhs, London, New York: Continuum 2012.
- Mit H. Snellman: Nine Tales of the Field In: Laura Hirvi und H. Snellman (Hrsg.) Where is the Field? Exploring Migration Studies Through the Lenses of Fieldwork, Studia Fennica Ethnologica. Helsinki: Finnish Literature Society 2012.
- Multi-local Fieldwork amongst Sikhs with an Immigrant Background: Reaching the Offline via the Online. In: L. Hirvi and H. Snellman (Hrsg.): Where is the Field? Exploring Migration Studies Through the Lenses of Fieldwork, Studia Fennica Ethnologica, Helsinki: Finnish Literature Society 2012.
- Sikhs in Finland: Migration Histories and Work in the Restaurant Sector. In: K.A. Jacobsen und K. Myrvold (Hrsg.) Sikhs in Europe. Migration, Identities and Representations, Farnham, Burlington: Ashgate 2011.

Wissenschaftliche Arbeiten
- Laura Hirvi: Oapen.org/download?type=document&docid=617164|Identities in Practice. A Trans-Atlantic Ethnography of Sikhs in Finland and California. Studia Fennica Ethnologica, Helsinki: Finnish Literature Society 2013.
- L. Schwöbel, L.: Gothic Subculture in Finland. History, Fashion and Lifestyle. Saarbrücken: Mueller 2008.

Herausgeberschaft
- Laura Hirvi und H. Snellman: Where is the Field? Exploring Migration Studies Through the Lenses of Fieldwork. Studia Fennica Ethnologica, Helsinki: Finnish Literature Society 2012.

| Personendaten    | Personendaten                                                       |
| ---------------- | ------------------------------------------------------------------- |
| NAME             | Hirvi, Laura                                                        |
| ALTERNATIVNAMEN  | Schwöbel, Laura (Geburtsname)                                       |
| KURZBESCHREIBUNG | deutsche Ethnologin, Leiterin des Finnland-Instituts in Deutschland |
| GEBURTSDATUM     | 16. Juli 1980                                                       |
| GEBURTSORT       | Mannheim, Deutschland                                               |